# Primo ponte del giardino
Il primo ponte del giardino, un ponte sul fiume Moika nel distretto centrale di San Pietroburgo, collega l'Ammiragliato e le isole Spasskij.

## Posizione
Collega via Sadovaya con il Canale dei Cigni e l'argine occidentale (dispari) del fiume Mojka. Il ponte si trova in una concentrazione di siti storici: presso il Giardino Mikhailovsky, il Giardino d'Estate, il Campo di Marte e l'insieme del Castello Michajlovskij. Forma un insieme con il vicino ponte Nizhne-Lebyazhy sul canale Lebyazhya.
A monte c'è il Primo ponte degli ingegneri e a valle il secondo ponte del giardino.
La stazione della metropolitana più vicina è Gostiny Dvor.

## Nome
Dal XVIII secolo venne chiamato Secondo Tsaritsynsky dal vicino prato Tsaritsyn. All'inizio del XIX secolo venne chiamato Michajlovskij, dal Castello Michajlovskij. Il 6 ottobre 1923 ricevette il nome di primo ponte del giardino per via degli spazi verdi adiacenti ad esso sui quattro lati: il Giardino d'Estate, il Giardino Michajlovskij, la piazza del Castello Michajlovskij e il Campo di Marte.

## Storia

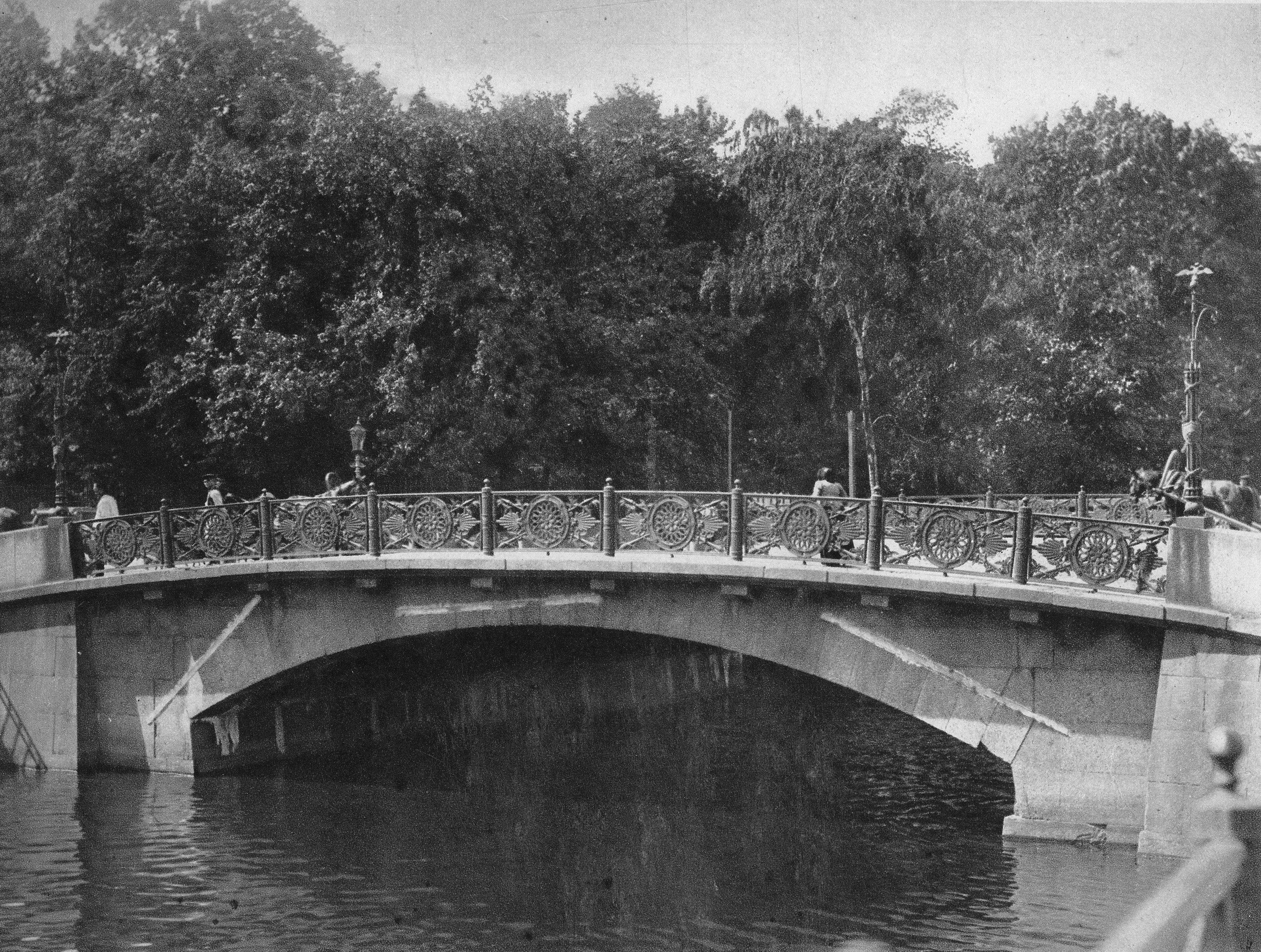
Ponte Michajlovskij prima della ricostruzione

Il primo ponte in legno in questo luogo è segnato sulla pianta del 1716. Si trattava di una struttura in legno molto diffusa in quel periodo con una parte centrale sollevabile per il passaggio delle navi.
Dopo oltre 70 anni, nel 1798 - 1801, in connessione con la costruzione del canale della chiesa presso il castello Michajlovskij venne ricostruito come ponte in legno a campata unica con una struttura a campata incrociata su spalle in pietra.
Trent'anni dopo, nel 1835-1836, fu sostituito da un ponte ad arco in pietra a campata unica, che aveva una volta in mattoni ad arco piatto con file di lastre di calcare e archi di granito lungo le facciate (ingegneri P.P. Bazin , A.D. Gotman , I.F. Buttaz).
Nel 1905, in relazione alla prevista apertura del traffico tramviario lungo via Sadovaya, il ponte fu esaminato da una commissione di ingegneri. Lo stato della volta risultò insoddisfacente e venne demolito. Nel 1906 - 1907 il ponte fu ricostruito secondo il progetto dell'ingegnere A.P. Pshenitsky. Il progetto architettonico fu sviluppato dall'architetto L.A. Ilyin . Furono spostati i pilastri del ponte (mantenendo le vecchie fondazioni su pali), la volta in mattoni fu sostituita con archi metallici. Al momento dei lavori fu eretto un ponte provvisorio in legno, lungo il quale si organizzava la circolazione dei tram a cavalli, delle carrozze e il traffico pedonale.
L'11 agosto 1906, durante i lavori di smantellamento della campata del vecchio ponte, quando la maggior parte di questi lavori era già stata completata, il caposquadra ordinò di tagliare la parte superiore della volta, invece di smontarla in strisce longitudinali. La volta in mattoni crollò e, di conseguenza “fino a 40 operai che erano sul ponte caddero in acqua; tre annegarono mentre gli altri furono salvati. Alcuni operai rimasero feriti: Ivan Lubenko, a cui vennero amputate entrambe le gambe, morì il giorno successivo e 5 operai riportarono ferite lievi”.

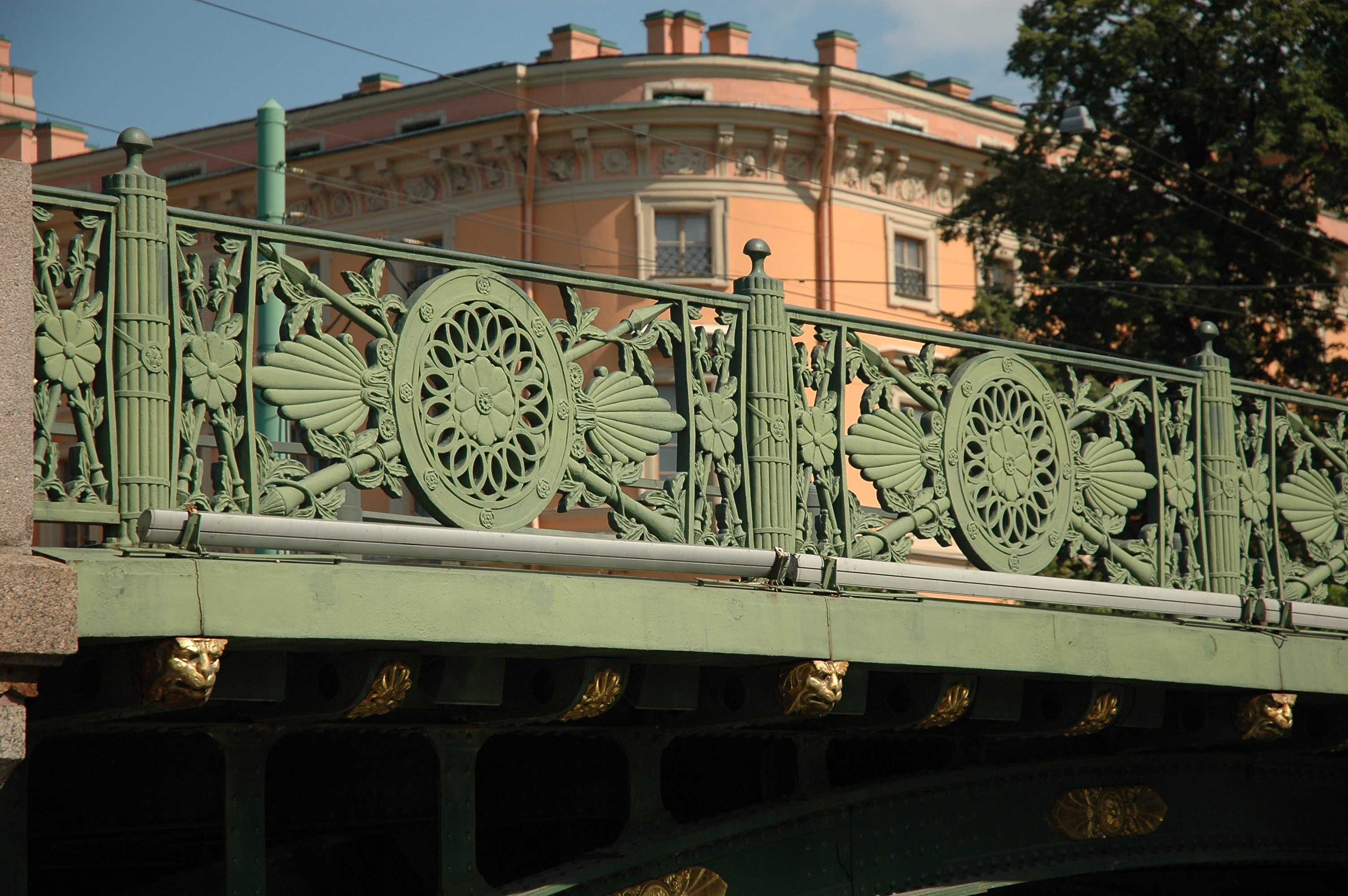
Griglia del ponte

La ricostruzione del ponte fu eseguita dalla commissione della duma cittadina per la gestione dei lavori pubblici dal 1906 al dicembre 1907; il traffico sul ponte fu aperto nel 1907. La supervisione tecnica dei lavori per la ricostruzione del ponte venne eseguita dall'ingegnere A.I. Stanovoy.
A causa del cambiamento nella curvatura della sovrastruttura, le ringhiere del vecchio ponte non poterono essere utilizzate. Nel 1910 e nel 1913 sul ponte vennero installate nuove grate in ghisa, nel cui disegno, insieme alle lance incrociate, sono presenti anche immagini di scudi rotondi. Le fusioni vennero eseguite presso la fonderia privata "Trud". Il loro disegno è in sintonia con quello della parte inferiore del cancello vicino all'edificio del Museo russo, progettato da Carlo Rossi. Le lampade a lanterna, progettate sotto forma di fasci di lance, collegate da sovrapposizioni di scudi e ghirlande, sono simili a quelle create negli anni 1820 per il Ponte della Trinità.
L'arredamento architettonico, perduto durante l'Assedio di Leningrado, è stato restaurato successivamente nel 1951, 1967 e 1969. Il progetto architettonico di L.A. Ilyin venne ricreato con piccole modifiche. Durante il restauro del 1967, gli oggetti decorativi sono stati ricoperti di fogli d'oro sottili.
Nel 2002 - 2003 il ponte è stato revisionato. Il progetto di ricostruzione è stato sviluppato dal JSC "Institute" Stroyproekt " (ingegnere T. Kuznetsova) YU.). Nel corso dei lavori sono state riparate le spalle e le strutture metalliche del ponte, è stata sostituita l'impermeabilizzazione delle strutture della campata, è stata installata una soletta monolitica della carreggiata, sono stati posati i binari del tram senza traversine, sono state posate le ringhiere e le piantane restaurate, sono stati dorati i dettagli decorativi ed è stato installato l'impianto di illuminazione artistica.